# Andrea Tonti
Andrea Tonti (16 de febrero de 1976) es un ciclista italiano.

## Biografía
Andrea Tonti debutó en 1999 con el equipo Cantina Tollo. Tres años más tarde, se unió al equipo Saeco donde corrió durante tres años. En 2005, con la desaparición del Saeco, recaló en las filas del Lampre, equipo del ProTour. En 2006, con el equipo Acqua & Sapone, ganó sus dos únicas victorias como profesional, una etapa de la Euskal Bizikleta y el G. P. Fred Mengoni. En 2007 fichó por el Quick Step por dos años.
A finales de la temporada 2010 puso fin a su carrera deportiva y se convirtió en director deportivo del equipo continental italiano D'Angelo & Antenucci-Nippo, después en 2012 fue el mánager deportivo de este mismo equipo pero bajo licencia japonesa y rebautizado como Team Nippo.

## Palmarés
2006
- 1 etapa de la Euskal Bizikleta
- G. P. Fred Mengoni
- Due Giorni Marchigiana (ver nota)[2]
- Trittico Lombardo (ver nota)[3]

## Resultados en Grandes Vueltas y Campeonatos del Mundo
| Carrera         | Carrera         | 1999 | 2000 | 2001  | 2002 | 2003 | 2004 | 2005 | 2006 | 2007 | 2008 | 2009 | 2010 |
| --------------- | --------------- | ---- | ---- | ----- | ---- | ---- | ---- | ---- | ---- | ---- | ---- | ---- | ---- |
|                 | Giro de Italia  | —    | 23.º | —     | —    | 54.º | 29.º | 55.º | —    | —    | 33.º | —    | —    |
|                 | Tour de Francia | —    | —    | —     | —    | —    | —    | —    | —    | —    | —    | —    | —    |
|                 | Vuelta a España | —    | —    | 136.º | —    | —    | —    | —    | —    | Ab.  | Ab.  | —    | —    |
| Mundial en Ruta | Mundial en Ruta | —    | —    | —     | —    | —    | —    | —    | —    | Ab.  | Ab.  | —    | Ab.  |

—: no participa
Ab.: abandono

## Equipos
- Cantina Tollo (1999-2001)
- Saeco (2002-2004)
- Lampre Fondital (2005)
- Acqua & Sapone (2006)
- Quick Step Innergetic (2007-2008)
- Fuji-Servetto (2009)
- Carmiooro-NGC (2010)